# Daly (rijeka u Australiji)
Daly (eng. Daly River), rijeka u Australiji na Sjevernom teritoriju. Nastaje spajanjem rijeka Kinga, Katherine i Flore u brdima zapadno od Arnhem Landa i teče na sjeverozapad nekih 200 milja (320 km) do zaljeva Ansona na Timorskom moru. Rijeka Daly ima 18 pritoka a na svome putu protječe kroz lagunu Ban Ban i Hot Water Billabong.
Uz obalu rijeke smjestilo se glavno naselje Daly River oko 50 milja (80 km) od ušća rijeke. U bazenu Dalyja i njezinih pritoka (22.640 četvornih milja; 58.640 km²) najvažnije gospodarske djelatnosti su rančersko stočarstvo (rančevi) i turizam, posebno rekreativni ribolov na veliku ribu barramundi (Lates calcarifer). Rijeka bogata raznim ribljim vrstama, a u njoj obituje i riječna raža (Himantura dalyensis) i veoma opasna vrsta morskog psa bika. Od ostalih životinjskih vrsta prisutan je i morski krokodil (Crocodylus porosus) i dugonosa riječna kornjača (Carettochelys insculpta).
Ovo je područje prvi istraživao prvi premijer Južne Australije, Boyle Travers Finniss, a ime je dobila po prvom guverneru Južne Australije, sir Dominicku Dalyju.
Rijeka Daly sklona je sezonskim poplavama, a grad Daly River stradavao je u poplavama 1899., 1957. a šire područje stradava u katastrofalnoj poplavi 28. siječnja 1998. (vidi poplave u Katherineu koje su počele 25. siječnja 1998. i poplave u Townsvilleu i Thuringowi koje su počele 10. siječnja 1998.)

## Pritoke
1. Yujullowan Creek (69 m)
2. Flora River (67 m)
3. Katherine River (67 m)
4. Mullens Creek (66 m)
5. Dead Horse Creek (61 m)
6. Bradshaw Creek (59 m)
7. Fergusson River (55 m)
8. Stray Creek (49 m)
9. Cattle Creek (41 m)
10. Jinduckin Creek (41 m)
11. Douglas River (31 m)
12. Green Ant Creek (30 m)
13. Fish River (24 m)
14. Austral Creek (23 m)
15. Bamboo Creek (22 m)
16. Survey Creek (21 m)
17. Chilling Creek (16 m)
18. Hayward Creek (12 m)[1]

## Galerija
- Detalj s rijeke Daly
- Detalj s rijeke Daly
- Roadside Inn, Daly River
- B. T. Finniss

## Vanjske poveznice
- Daly River  Arhivirana inačica izvorne stranice od 10. rujna 2015. (Wayback Machine)